# Passionsfenster (Les Iffs)

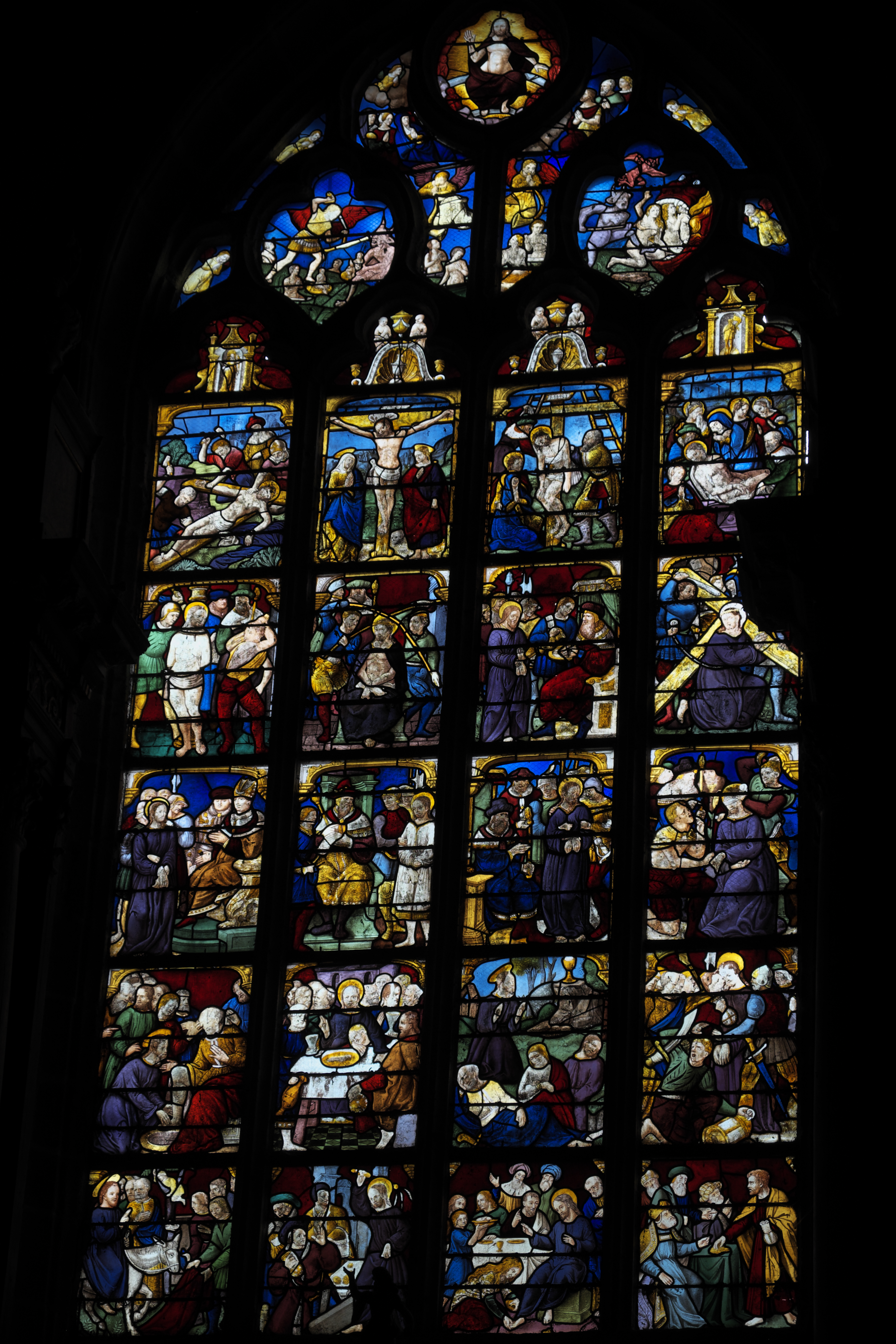
Passionsfenster in Les Iffs

Das Passionsfenster in der katholischen Pfarrkirche St-Ouen in Les Iffs, einer französischen Gemeinde im Département Ille-et-Vilaine in der Region Bretagne, wurde um 1545 geschaffen. Das Bleiglasfenster wurde 1906 als Monument historique in die Liste der geschützten Objekte (Base Palissy) in Frankreich aufgenommen.
Das zentrale Fenster (Nr. 0) im Chor, 5,5 Meter hoch und 2,6 Meter breit, wurde im Atelier von Michel Bayonne in Rennes geschaffen, das viele Kirchenfenster in der Region schuf.
Die vier Lanzetten sind in jeweils fünf Szenen unterteilt, die von links nach rechts und von unten nach oben betrachtet werden. Die 20 Szenen beschreiben die Passion Christi. Im Maßwerk (auch als Tympanon bezeichnet) ist oben die Majestas Domini (lat. für Herrlichkeit des Herrn) zu sehen. Vier weitere Szenen im Tympanon stellen das Jüngste Gericht dar.
Neben dem Passionsfenster sind noch acht weitere Fenster aus der Zeit der Renaissance in der Kirche erhalten (siehe Navigationsleiste).

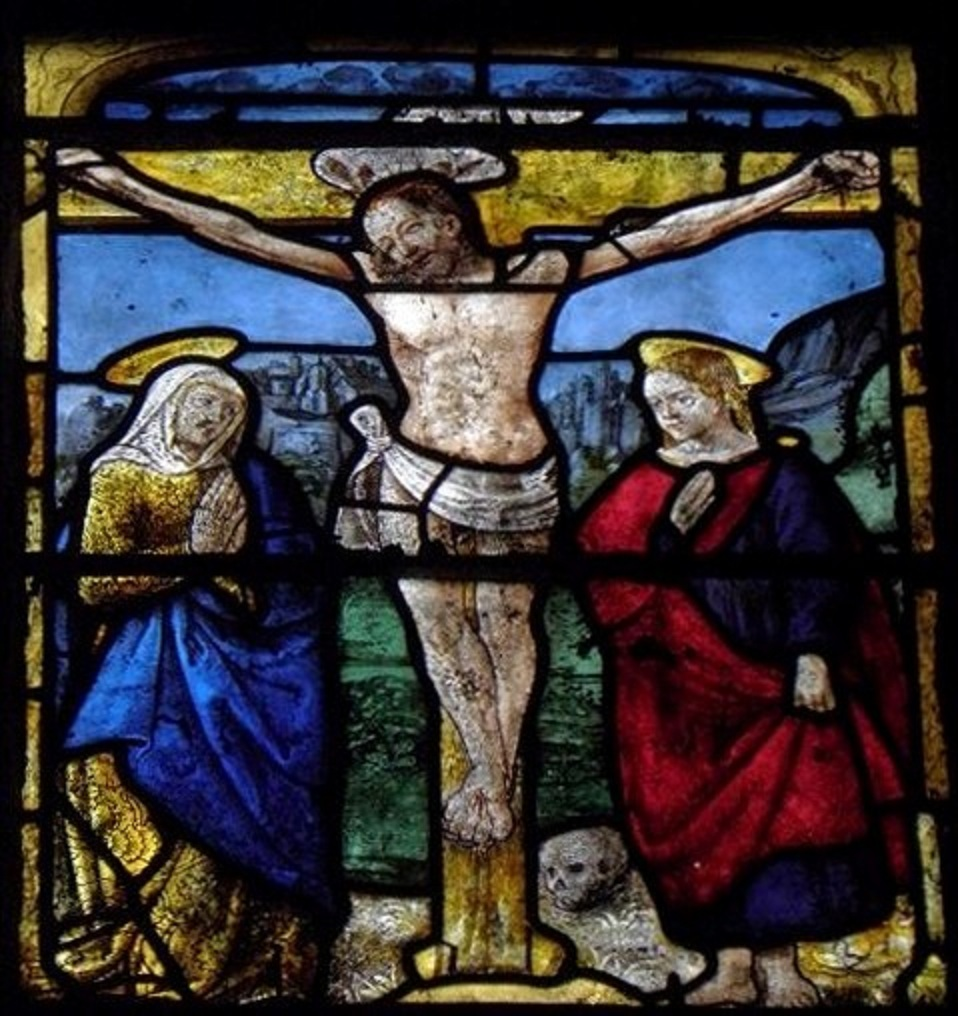
Kreuzigungsgruppe
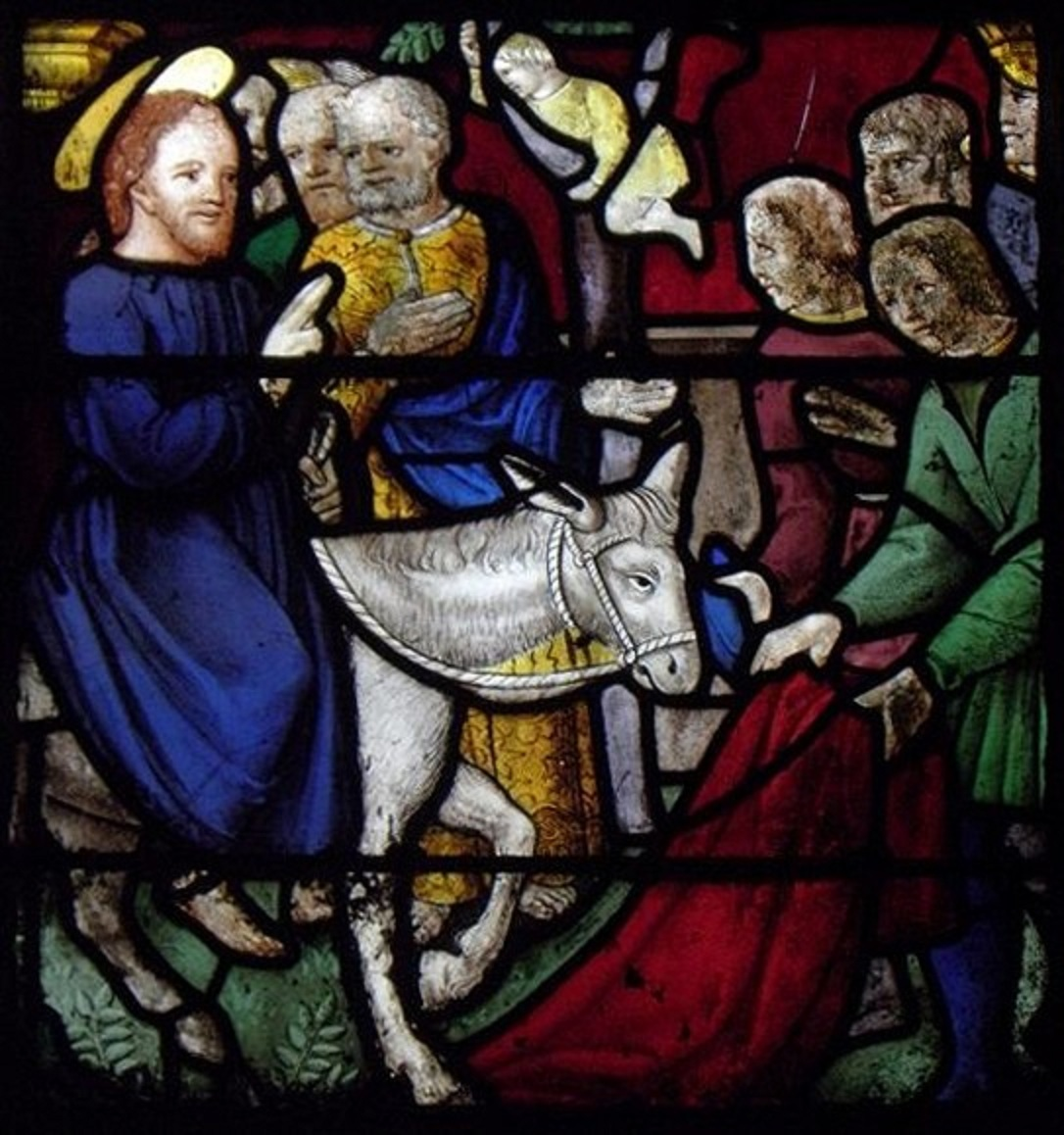
Einzug Jesu in Jerusalem
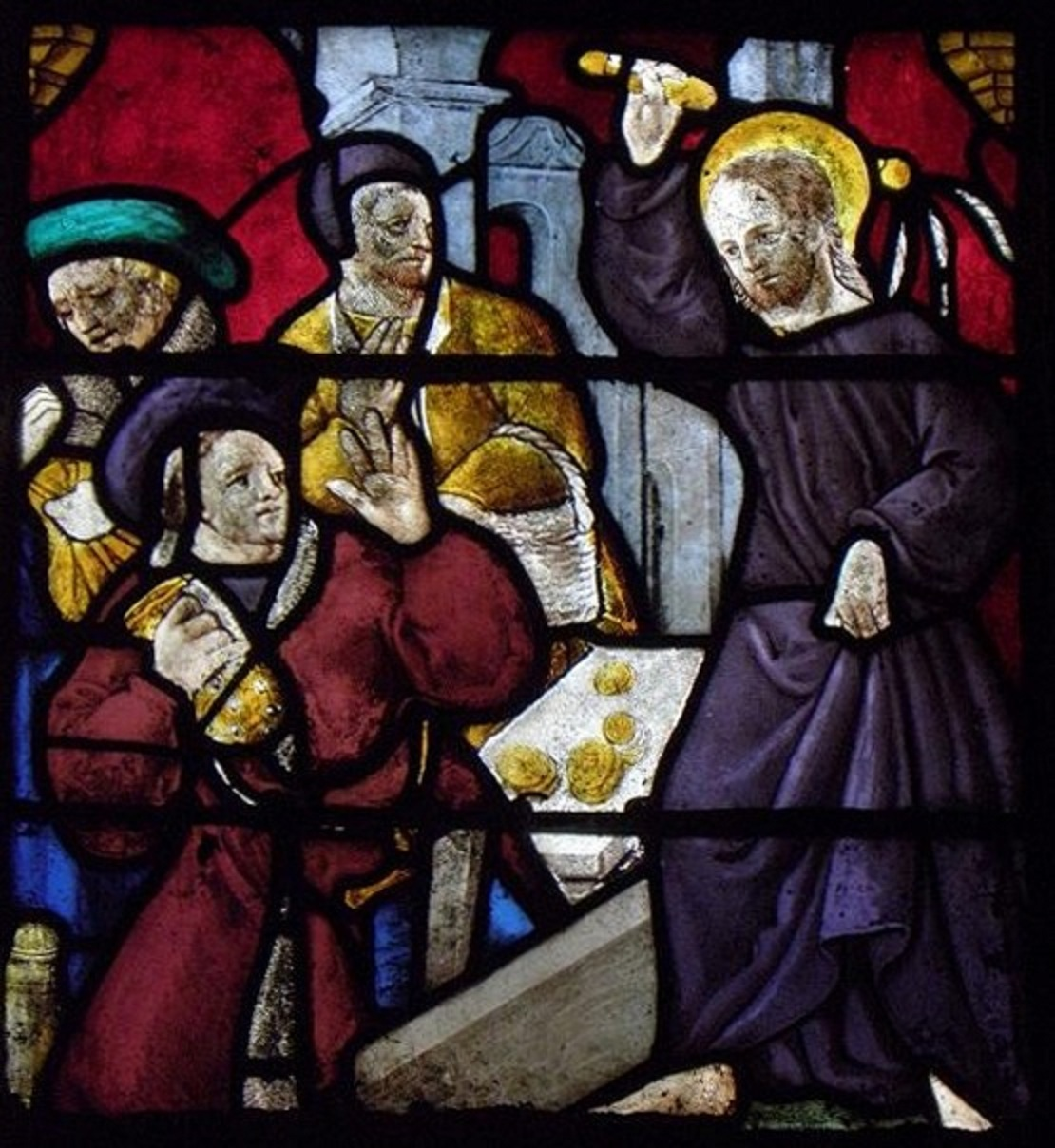
Jesus vertreibt die Geldwechsler aus dem Tempel
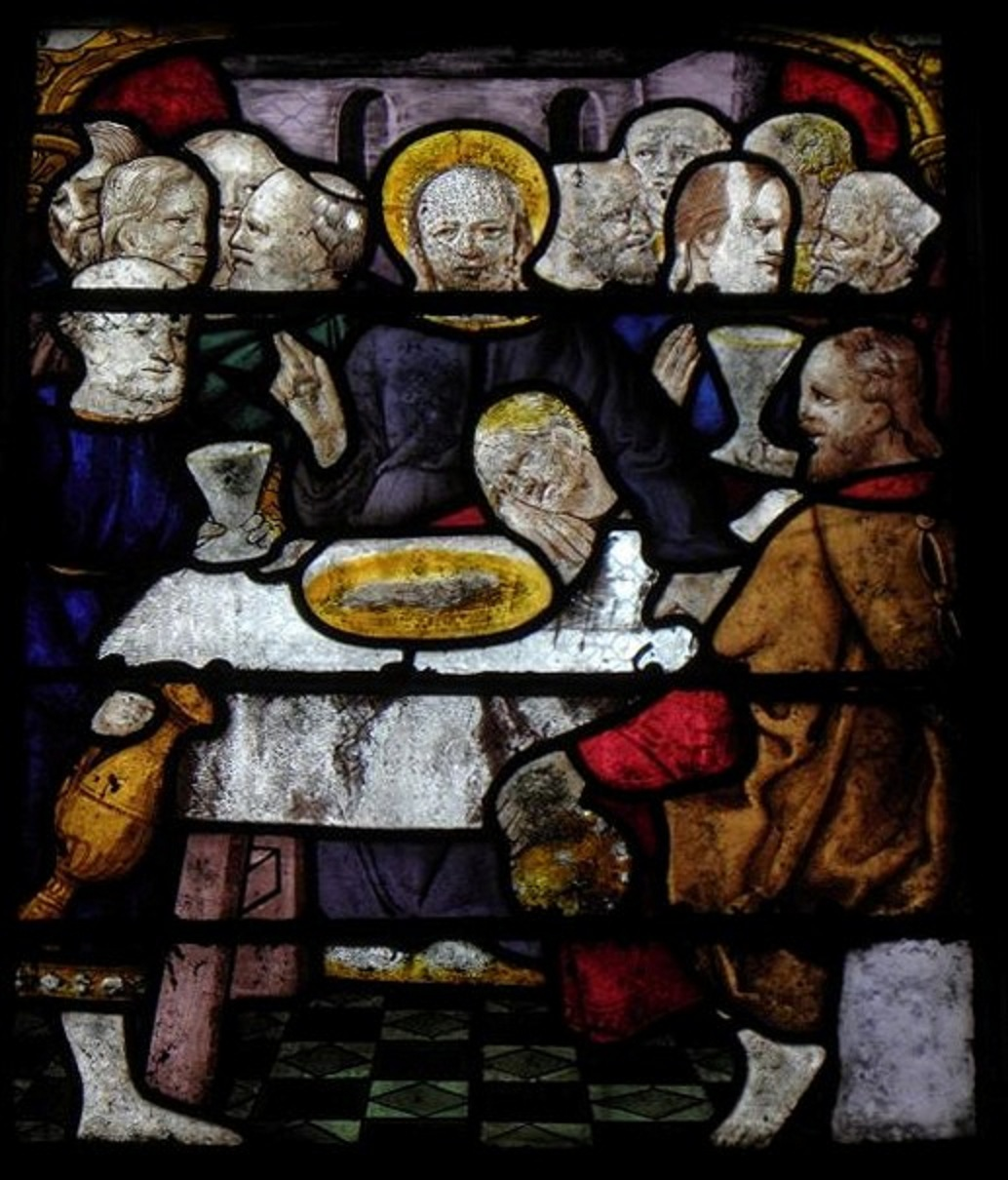
Letztes Abendmahl